# Ida de Nivelles
Ida de Nivelles, também conhecida como Ida de Metz (em francês: Itta ou Idoberge; 592 — 8 de maio de 657) foi uma nobre e religiosa franca, ancestral de Carlos Magno e venerada como santa. 
Nascida em 592, foi casada com Pepino de Landen, prefeito do palácio da Austrásia, com quem teve os filhos Grimoaldo, prefeito do palácio, Gertrudes, abadessa e santa, e Begga, casada com Ansegisel, abadessa e santa.
Enviuvou em 640 e então entrou para a vida religiosa. Em torno de 647, por conselho de santo Amândio, fundou uma abadia em Nivelles, tornando-se sua primeira abadessa. Após sua morte em 8 de maio de 657, foi sucedida por Gertrudes.
Não há registros sobre quem foram seus pais. Uma fonte do século XI alega que ela pertencia a uma família de estatuto senatorial da Aquitânia e era irmã de santo Modoaldo, bispo de Trier, e uma fonte do século XII alega que Modoald era irmão também da abadessa santa Severa. Esses parentescos podem não ser reais e geram bastante controvérsia entre a crítica recente.